# 高梨芳昌
- 髙梨芳昌

高梨 芳昌（たかなし よしあき、1970年8月11日 - ）は、北海道出身の元プロ野球選手（内野手）、プロ野球スカウト（読売ジャイアンツOBスカウト）、野球指導者。

## 来歴・人物
父は大昭和製紙北海道の選手・監督や札幌第一高等学校野球部監督等を務めた高梨英夫。弟はヤクルトスワローズでイースタン・リーグのシーズン最多安打記録を樹立した高梨利洋。我喜屋優（興南高監督）は父の社会人時代の同僚。
白老町立萩野中学校の野球部ではエースで四番だった。
札幌第一高等学校では3年夏に南北海道大会ベスト4となり、1988年のプロ野球ドラフト会議で読売ジャイアンツから6位指名を受け入団。
同期入団の佐川潔らはプロ1年目の1989年にMLBの1A・バイセイリア・オークスに野球留学したが、高梨は国内にとどまった。1991年に退団し、弟・利洋が入れ替わりでプロ入りした。
引退後は北海道に戻り、和弘食品に勤務の傍らで、中学生の野球指導に携わる。
2020年、読売ジャイアンツOBスカウト（北海道地区担当）に就任した。

## 詳細情報

### 年度別打撃成績
- 一軍公式戦出場なし

### 背番号
- 92 （1989年 - 1991年）[5]